# Diagramme de l'œil

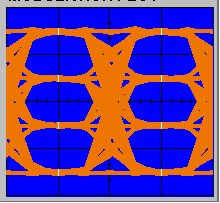
Diagramme de l'œil d'un signal à 4 niveaux

Le diagramme de l'œil est, dans le domaine des télécommunications, un oscillogramme représentant des données numériques issues d'un récepteur. Celles-ci sont échantillonnées de manière répétitive et sont appliquées à l'entrée de déviations verticales, alors que le déclenchement (déviation horizontale) est synchronisé avec le débit du signal. Le nom de ce diagramme vient du fait que pour nombre de codages, le motif obtenu ressemble à une suite d’yeux encadrés par deux rails horizontaux.
De nombreux critères de performance peuvent être déduits de cette analyse. Si les signaux sont trop longs, trop courts, mal synchronisés par rapport à l’horloge du système, de niveau trop important ou trop faible, trop entachés de bruit, trop lents lors des changements d’état, ou comportant trop de dépassements ou d'inertie, le diagramme de l’œil les mettra en évidence. Un œil ouvert correspondra à un signal comportant un minimum de distorsion. La distorsion de la forme d'onde du signal, pouvant être attribuée à de l'interférence inter-symbole ou à du bruit, se traduit par une fermeture de l'œil.

## Mesures réalisées sur le diagramme de l'œil
Un grand nombre de mesures peut être réalisé sur un diagramme de l'œil, souvent de manière automatisée dans des oscilloscopes ayant les fonctionnalités adaptées.

### Mesures d'amplitude
- Amplitude de l'œil
- Point de croisement de l'œil (Amplitude)
- Point de croisement de l'œil (%)
- Hauteur de l'œil
- Niveau de l'œil
- Rapport signal sur bruit de l'œil
- Facteur de qualité de l'œil
- Ouverture verticale de l'œil

### Mesures temporelles
- Gigue déterministe
- Temps de croisement de l'œil
- Retard de l'œil
- Temps de descente de l'œil
- Temps de montée de l'œil
- Largeur temporelle de l'œil
- Ouverture horizontale de l'œil
- Gigue pic à pic
- Gigue aléatoire
- Gigue RMS
- Gigue totale

### Interprétation de quelques mesures
| Caractéristique de l'œil                             | Phénomène mesuré                                                             |
| ---------------------------------------------------- | ---------------------------------------------------------------------------- |
| Ouverture de l'œil (amplitude, valeur crête à crête) | mesure le bruit ajouté au signal                                             |
| Dépassement de la valeur nominale, inertie du signal | mesure la distorsion subie par les fronts du signal                          |
| Largeur de l'œil                                     | mesure l'efficacité de la synchronisation et l'effet de la gigue (décalage). |

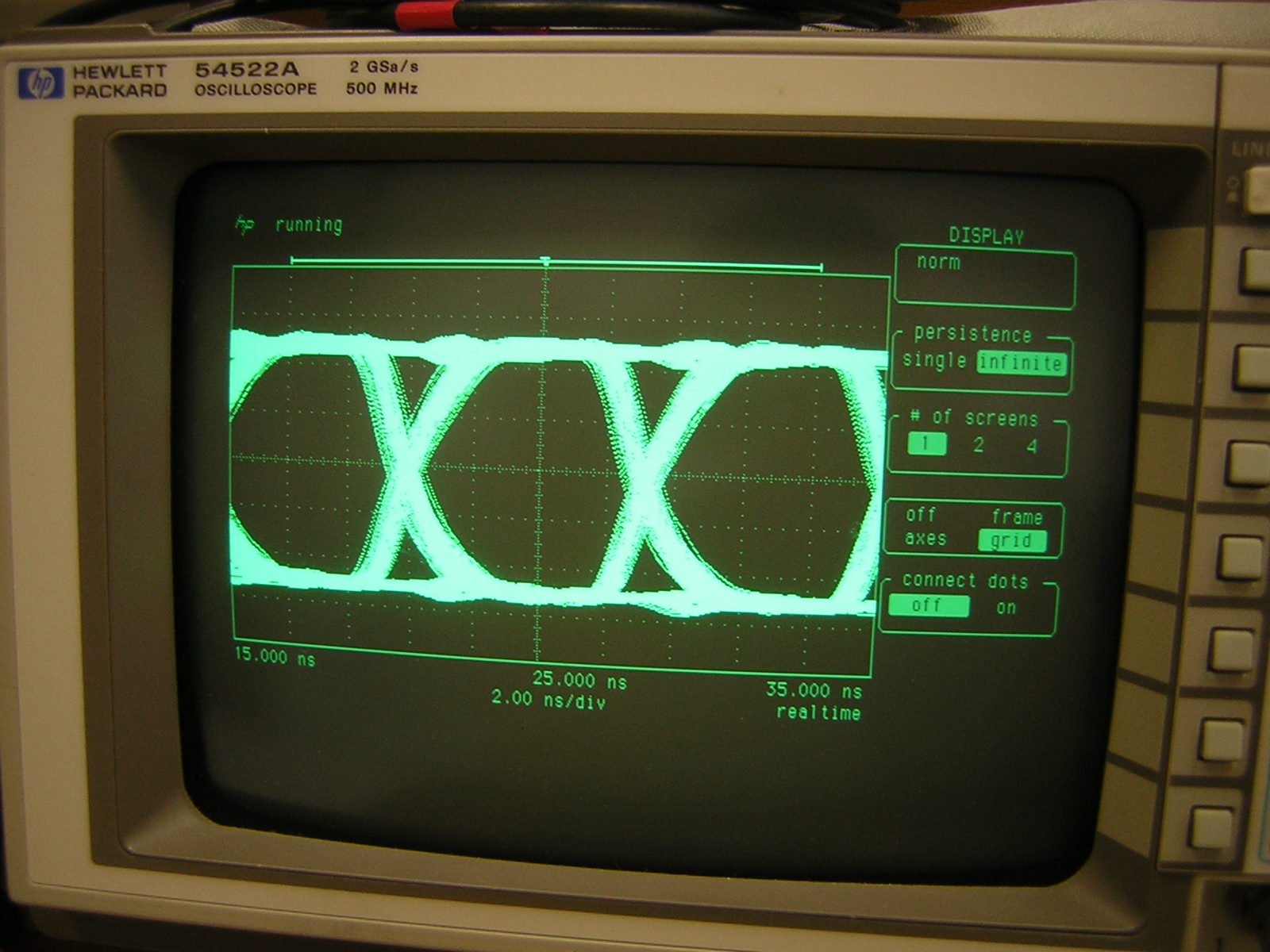
Diagramme de l’œil ouvert synonyme d'une bonne qualité de signal
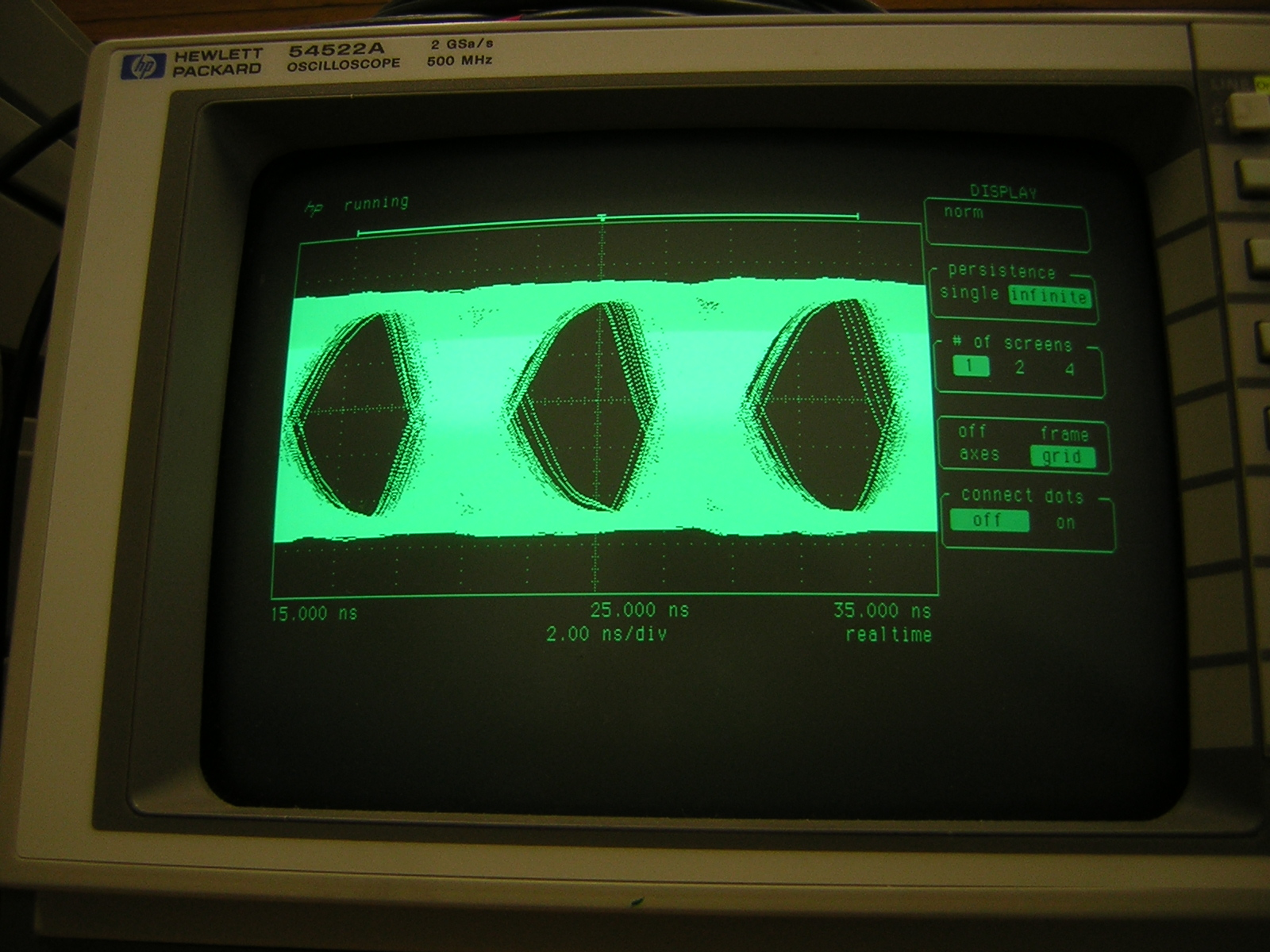
Diagramme de l’œil fermé synonyme d'un signal dégradé

## Quelques exemples de diagrammes de l’œil pour différents formats

Diagramme de l’œil d'un signal codé en phase (binary PSK)
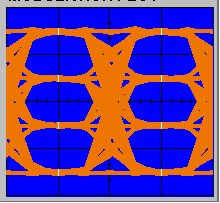
Diagramme de l’œil d'un signal codé en amplitude avec 4 niveaux
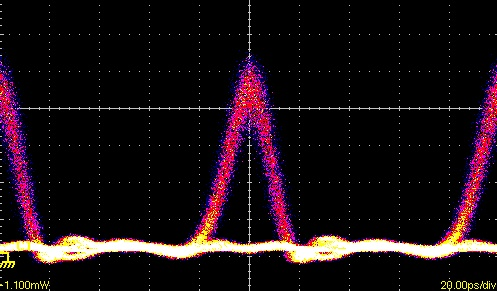
Diagramme de l’œil d'un signal codé en amplitude au format retour à zéro
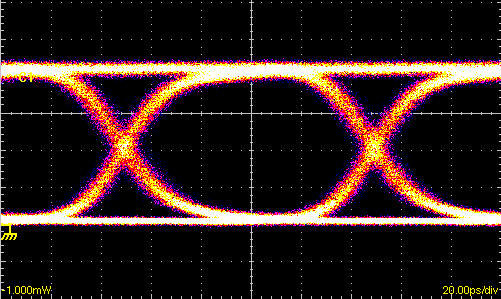
Diagramme de l’œil d'un signal au format NRZ

## Masques

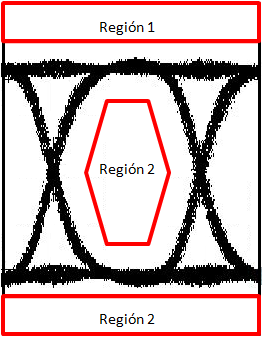
Diagramme de l’œil d'un signal NRZ comparé à un masque

Le diagramme de l’œil peut être comparé à des gabarits (masques) normalisés qui permettent de valider la qualité du signal.